# Ballószög
Ballószög es un pueblo ubicado en el distrito de Kecskemét, en el condado de Bács-Kiskun, Hungría.

## Superficie
Posee una superficie de 35,00 kilómetros cuadrados.

## Demografía
Hasta 2019 la población era de 3652 habitantes, con una densidad de población de 104,3 habitantes por kilómetro cuadrado.